# فنسنت غيران
فنسنت غيران (بالفرنسية: Vincent Guérin)‏ (22 نوفمبر 1965 بولون-بيانكور فرنسا - ) هو لاعب كرة قدم فرنسي يلعب كلاعب وسط، شارك في بطولة أمم أوروبا لكرة القدم 1996.

## روابط خارجية
- فنسنت غيران على موقع الاتحاد الأوربي (الإنجليزية)
- فنسنت غيران على موقع قاعدة بيانات كرة القدم.إي يو (الإنجليزية)
- فنسنت غيران على موقع ليكيب (الفرنسية)
- فنسنت غيران على موقع ناشيونال فوتبول تيمز (الإنجليزية)
- فنسنت غيران على موقع عالم كرة القدم.نت (الإنجليزية)